# LG Optimus L9
LG Optimus L9 es un teléfono inteligente de gama media, parte de la familia Optimus L, fabricado por LG Electronics, y lanzado en 2012.

## Características

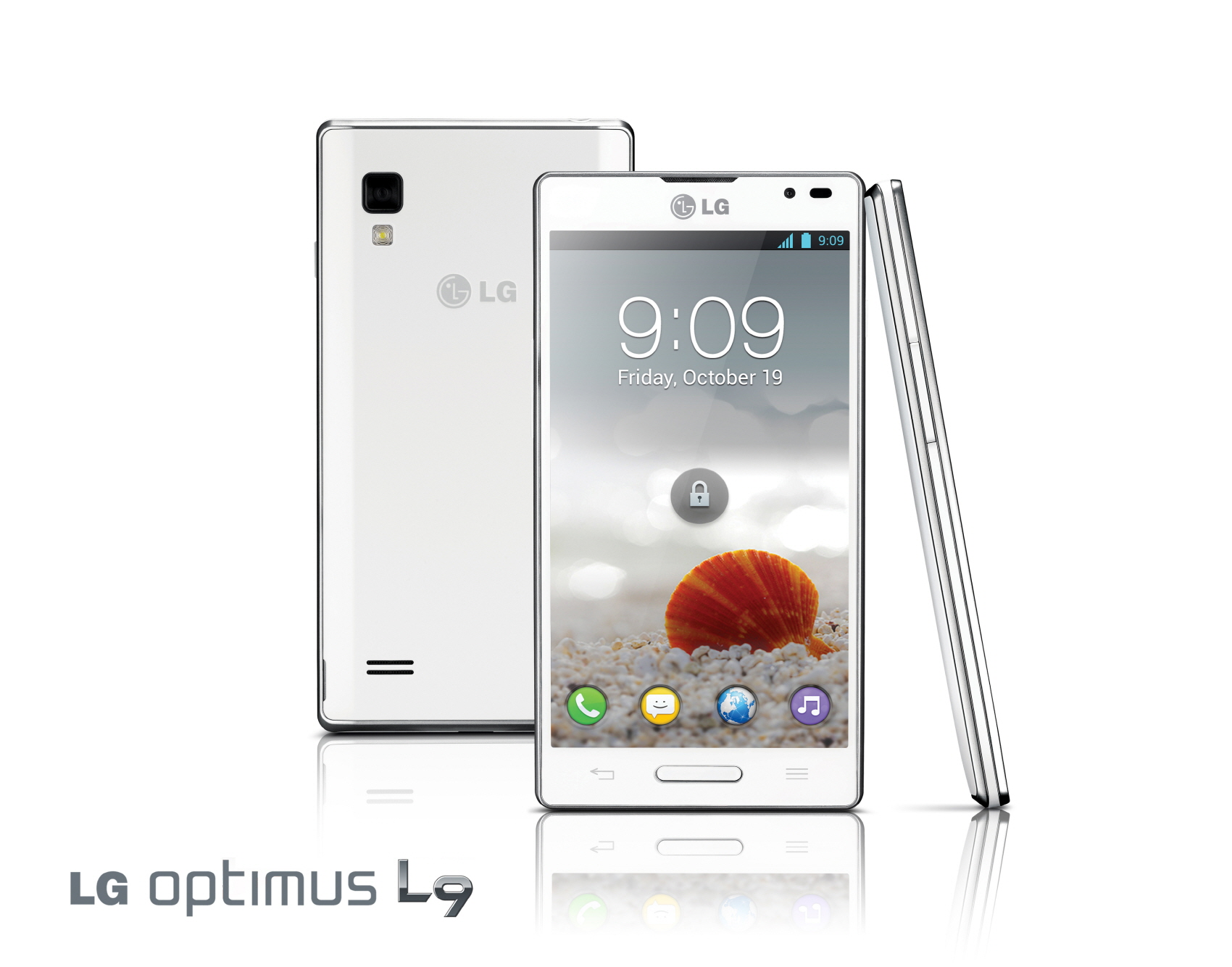
Parte frontal, trasera y perfil del LG L9.

### Redes
- 2G GSM 850/900/1800/1900
- 3G HSDPA 900/850/1900/2100

### Dimensiones
- 131.9 x 68.2 x 9.1 mm

- 125 g

### Pantalla
- LCD Pantalla táctil capacitiva, IPS, 16M colores
- 540x960 px, 4.7'' (245 ppi)

- LG Optimus UI 3.0

### Sonido
- 3.5 mm entrada jack
- Dolby Mobile sound

### Almacenamiento
- Memoria interna de 4 GB (2 GB disponibles)

### Conexiones
- GPRS - 32/48 kbit/s
- HSDPA - 21 Mb/s
- HSUPA, 5.76 Mb/s
- WLAN - Wi-Fi 802.11 a/b/g/n, Wi-Fi Direct, DLNA, Wi-Fi Hotspot
- Bluetooth - v3.0 (A2DP)
- NFC(Varia el Modelo)
- USB - microUSB v2.0 (MHL)

### Cámara
- (Varía el modelo) 5 u 8 megapixeles
- Autoenfoque
- Flash LED
- Detección de rostros
- Estabilización de imagen
- Video Full HD (1920x1080p), 30 fps
- Frontal: 0.3 megapixeles

### Procesamiento
- Chipset - Procesador TI OMAP 4430
- CPU - Dual-Core (1.0 GHz)
- GPU - PowerVR SGX540
- RAM - 1 GB

### Sensores
- Acelerómetro
- Proximidad
- Brújula
- GPS

### Batería
- Li-ion - 2150 mAh

### Software
El LG Optimus L9 trabaja con la versión 4.0.4 (Ice Cream Sandwich) del sistema operativo Android actualizable a (Jelly Bean) 4.1.2

### Polaris office 4
Este programa te permite hacer documentos 

#### Quicktranslator
Es un traductor de LG que permite traducir más de 60 idiomas con la función de la cámara

#### My Style Keypad
Permite ajustar la posición del teclado para facilitar su uso en diferentes situaciones, así como separarlo en dos partes al posicionar el móvil de manera horizontal.

## Configuraciones y funciones
- Manuales interactivos Archivado el 21 de enero de 2015 en Wayback Machine.